# Henri de La Tour de Gestellenbourg-Zurlauben
Pour les articles homonymes, voir Zurlauben.
Henri de la Tour de Gestellenbourg-Zurlauben, sixième des enfants de Conrad II de la Tour-Châtillon de Zurlauben, se distingua tellement au siège de Hesdin, en 1639, que Louis XIII, lui  rendant les témoignages les plus glorieux, et rappelant la noblesse et les services de ses ancêtres, confirma le droit accordé par Charles IX à Béat Ier de la Tour-Châtillon de Zurlauben, son aïeul, et lui permit de placer l'écusson d'azur à une fleur de lys d'or, au lieu d'en colleter le lion issant du cimier. Henri continua de se distinguer, en 1641, au siège d'Aire, et, en 1647, à la tête des gardes suisses il s'acquit au siège de Piombino une telle réputation, que Louis XIV lui fit une pension de trois mille livres. Il est dit dans le brevet : « La fidélité inviolable de Henri de la Tour de Gestellenbourg-Zurlauben a servi d'exemple à ceux de sa nation dans les circonstances des troubles. Il imite ses ancêtres, dans leur attachement à la personne des rois nos prédécesseurs. » Henri mourut à Zoug le 16 octobre 1650.

## Source
« Henri de La Tour de Gestellenbourg-Zurlauben », dans Louis-Gabriel Michaud, Biographie universelle ancienne et moderne : histoire par ordre alphabétique de la vie publique et privée de tous les hommes avec la collaboration de plus de 300 savants et littérateurs français ou étrangers, 2e édition, 1843-1865 [détail de l’édition]